# Bükkörményes
Bükkörményes (románul: Urmeniș) falu Romániában, Máramaros megyében.

## Fekvése
Máramaros megyében, a Bükk-hegység keleti oldalán, Mosóbánya és Alsószivágy között fekvő település.

## Története
Bükkörményes (Örményes) nevét az oklevelek 1391-ben említették először Eurmynys néven. 1464-ben Erwenes, 1475-ben Hermenyes, 1570-ben Ewrmenyes, 1595-ben Eörményes, 1604-ben Ormenyes formában írták nevét.
1451-ben Örményes birtokot Báthory Szaniszló fiának Istvánnak ítélték Kusalyi Jakcs László fiai András és László ellenében.
1453-ban Dengelegi Bernátot iktatták be birtokba.
1462-től 1595-ig Örményes a vidék többi helységéhez hasonlóan a Jakcsi család, a Drágfiak, majd Báthory György hűtlensége után a Gyulafiak birtoka volt.
1676-ban Örményes az elpusztult települések közt volt megnevezve, valószínűleg Váradnak török uralomra jutása után vált puszta hellyé, de még 1770-ben is annak írták. Ekkor a Szilágycsehi várhoz tartozott.
1797-es összeíráskor a faluban birtokos volt gróf Bethlen Sámuel, báró Bornemissza József, gróf Gyulai József, gróf Toroczkay Zsigmond, báró Wesselényi Anna.
A településnek 1847-ben 524 lakosa volt, valamennyi görögkatolikus.
1890-ben 578 lakosából 2 magyar, 576 oláh, melyből 562 görögkatolikus, 2 református, 14 izraelita. A település házainak száma ekkor 135 volt.

## Nevezetességek
- Görögkatolikus fatemploma.  Anyakönyvet 1824-től vezetnek.
- Rákóczi-kastély, amelyet 1643 és 1645 között I. Rákóczi György fejedelem építtetett.